# Flavi Heracleó
Flavi Heracleó (en llatí Flavius Heracleo) va ser un militar romà del segle iii.
Era comandant de les tropes romanes a Mesopotàmia durant el regnat d'Alexandre Sever. Va morir a mans de les seves pròpies tropes. El menciona Dió Cassi.